# Nikołaj Sołowjow (polityk)
Nikołaj Wasiljewicz Sołowjow (ros. Николай Васильевич Соловьёв, ur. 9 marca?/22 marca 1903 we wsi Jeriomino w guberni kostromskiej, zm. 27 października 1950 w Moskwie) – radziecki działacz partyjny i polityk, generał porucznik.

## Życiorys
Od 1925 należał do WKP(b), w latach 1931-1934 studiował na Leningradzkim Komunistycznym Uniwersytecie Rolniczym, w latach 1934-1937 był sekretarzem komitetu WKP(b) Leningradzkiego Instytutu Mechanizacji i Elektryfikacji Gospodarki Rolnej, potem instruktorem i zastępcą kierownika Wydziału Pracy Organizacyjno-Partyjnej Leningradzkiego Obwodowego Komitetu WKP(b) oraz sekretarzem tego komitetu. Od 14 października 1938 do 23 lipca 1946 przewodniczący Komitetu Wykonawczego Leningradzkiej Rady Obwodowej, od września 1941 członek Rady Wojennej Krasnogwardiejskiego Rejonu Warownego, jesienią 1941 członek Rady Wojennej 42 Armii Frontu Leningradzkiego, od listopada 1941 do 1944 członek Rady Wojennej Frontu Leningradzkiego ds. tyłów, od 22 lutego 1943 generał major, a od 22 czerwca 1944 generał porucznik. Od 30 lipca 1946 do 7 sierpnia 1949 I sekretarz Krymskiego Komitetu Obwodowego WKP(b).
6 sierpnia 1949 aresztowany, następnie skazany na śmierć i rozstrzelany w związku ze „sprawą leningradzką”. 14 maja 1954 pośmiertnie zrehabilitowany.

## Odznaczenia
- Order Lenina (dwukrotnie)
- Order Czerwonego Sztandaru (dwukrotnie)
- Order Kutuzowa II klasy
- Order Wojny Ojczyźnianej I klasy